# Кона (Савона)
Кона је насеље у Италији у округу Савона, региону Лигурија.
Према процени из 2011. у насељу је живело 106 становника. Насеље се налази на надморској висини од 344 м.